# District de Koksou
Le district de Koksu (en kazakh : Көксу ауданы) est une subdivision administrative située dans l'oblys de Jetyssou au Kazakhstan. Le chef-lieu est Koksou.

## Géographie
Le district s'étend sur 7 100 km2 au sud-est du pays.

## Histoire
Le district faisait partie de l'oblys d'Almaty avant le 8 juin 2022, date à laquelle l'oblys de Jetyssou a été créé.

## Démographie
La population s'élevait à 39 617 habitants en 2013.